# 和平府
和平府（芬蘭語：Rauhalinna）是一座位于芬兰东部城市萨翁林纳用木头建成的的私人别墅。它代表着芬兰一种罕见的别墅建筑及其装饰风格。
和平府于1900年建成在原塞明基市镇（现已并入萨翁林纳市）的勒赫蒂涅米区（Lehtiniemi）。富有装饰性的别墅是由俄罗斯帝国皇家防御工程局中将尼尔斯·亨里克·阿加通·韦克曼（瑞典語：Nils Henrik Agaton Weckman，1850-1906）设计和派人建造的，并作为银婚礼物送给他的妻子。设计工作在1895年开始，建造工程在1897年开始。
和平府在芬兰建筑上独具一格，它有着俄式别墅建筑风格、阿拉伯式的廊柱风格、以及瑞士式的木雕和木板排列风格。别墅最早的时候有一个高达30米的木塔，但木塔在1920年代时降低了高度。
韦克曼家族拥有这幢别墅一直至1924年，其时芬兰火车站站长协会买下了它。1938年别墅移交至国防部使用。在第二次世界大战时别墅成为总指挥部下属的无线电监听台和空防基地。1948年起成为士官协会的度假中心。1954-1965年又作为当地的小学。1970年代别墅从国防部移交至国有房产局后租赁供旅游界使用。和平府曾在文物局的监管下于1973年和1987-1988年间重修恢复原貌。国有房产局在2001年把别墅卖给私人。2016年这幢别墅、附近的一个庄园及周边土地共143公顷在出售，标价为880万欧元。

## 图集

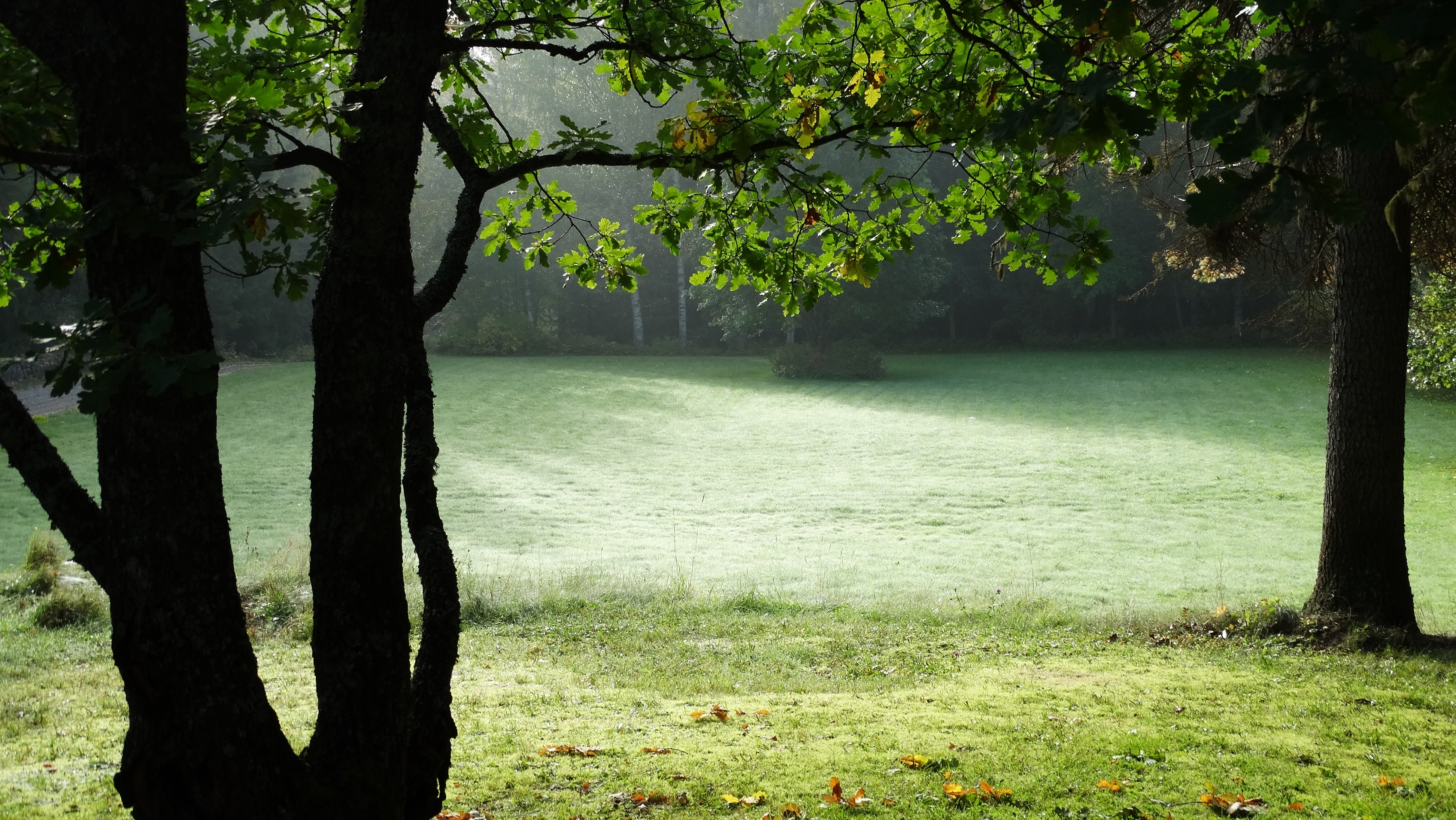
别墅前的公园
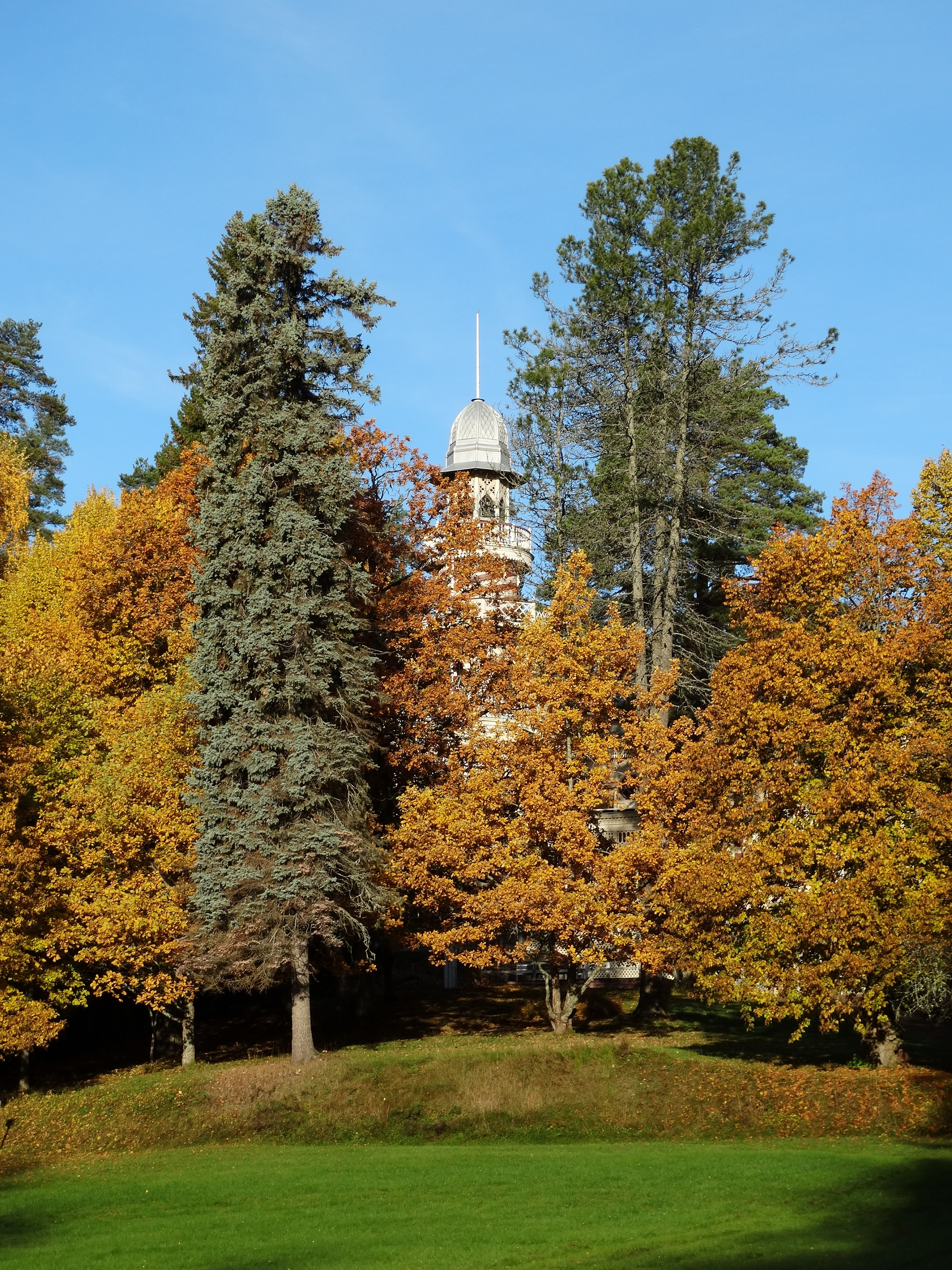
秋天时的别墅
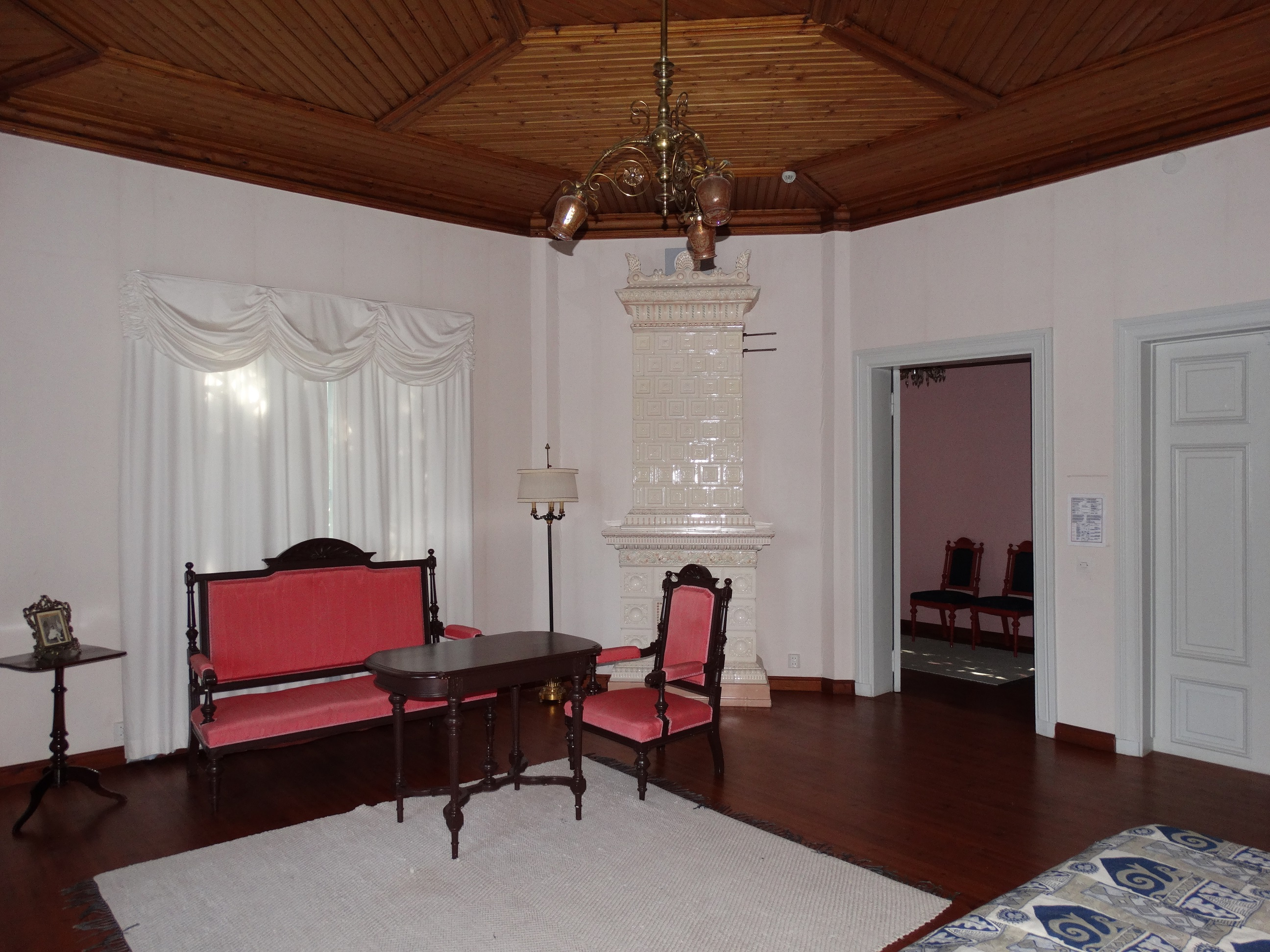
总统套房
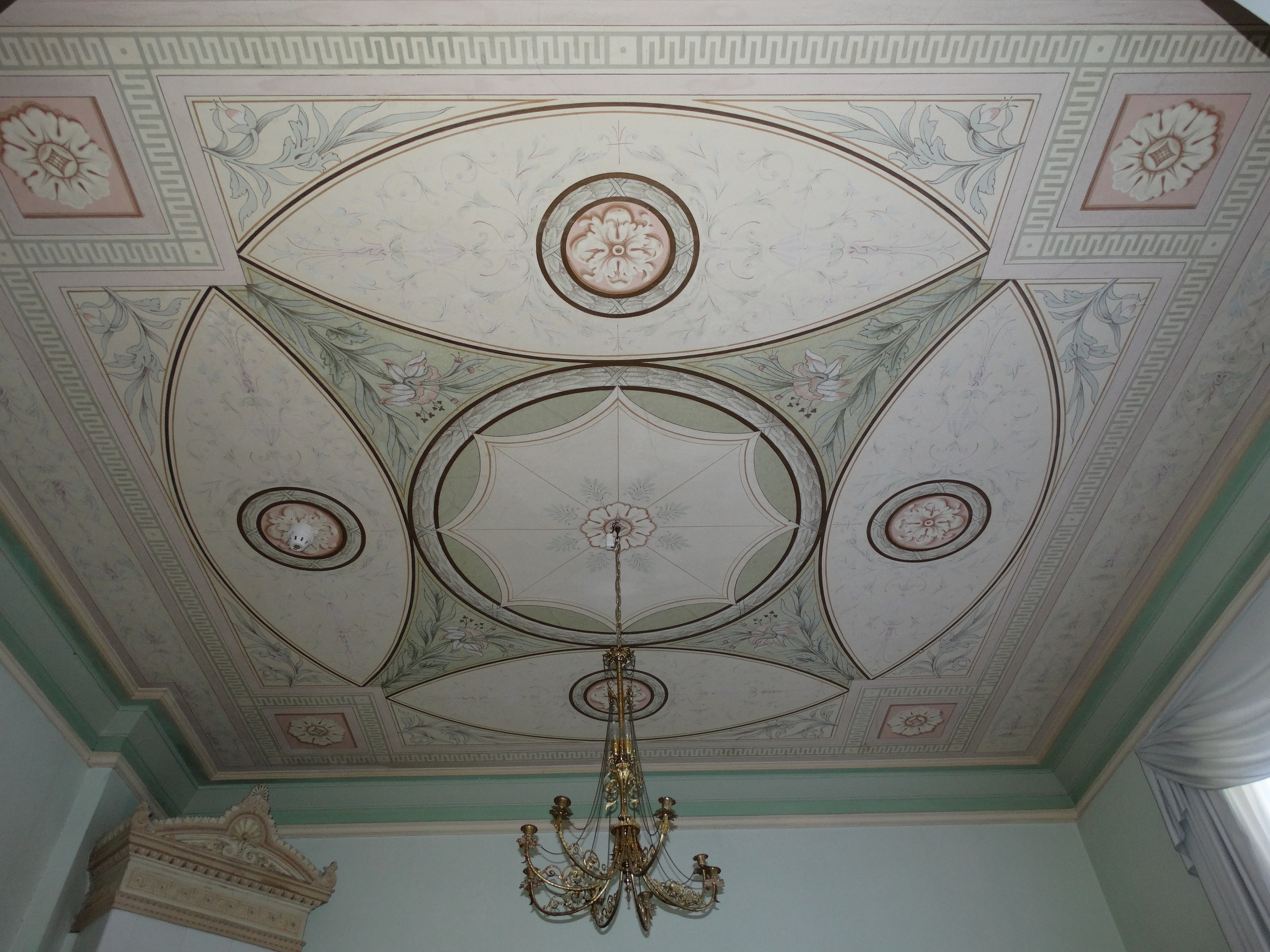
天花板
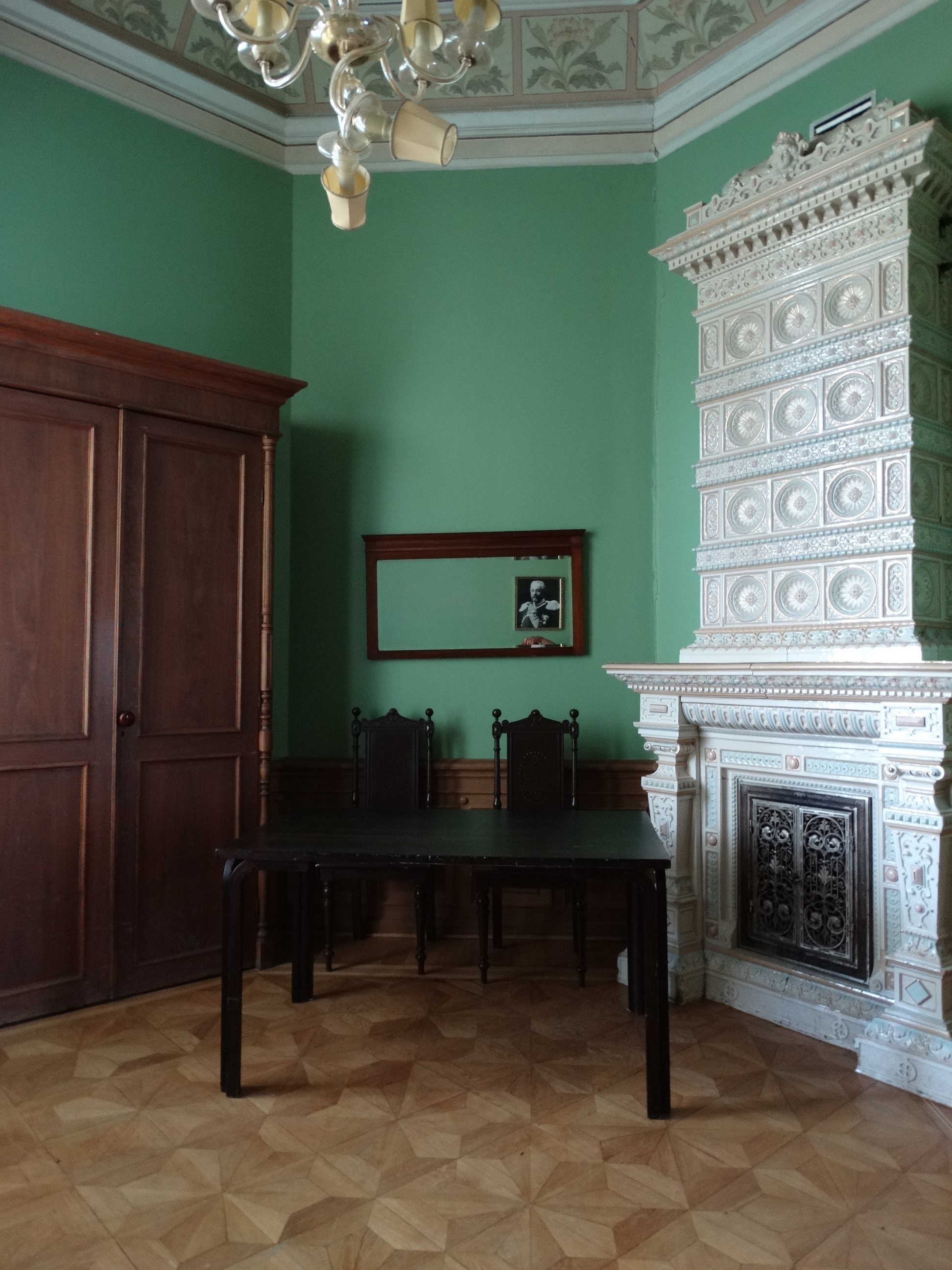
房间
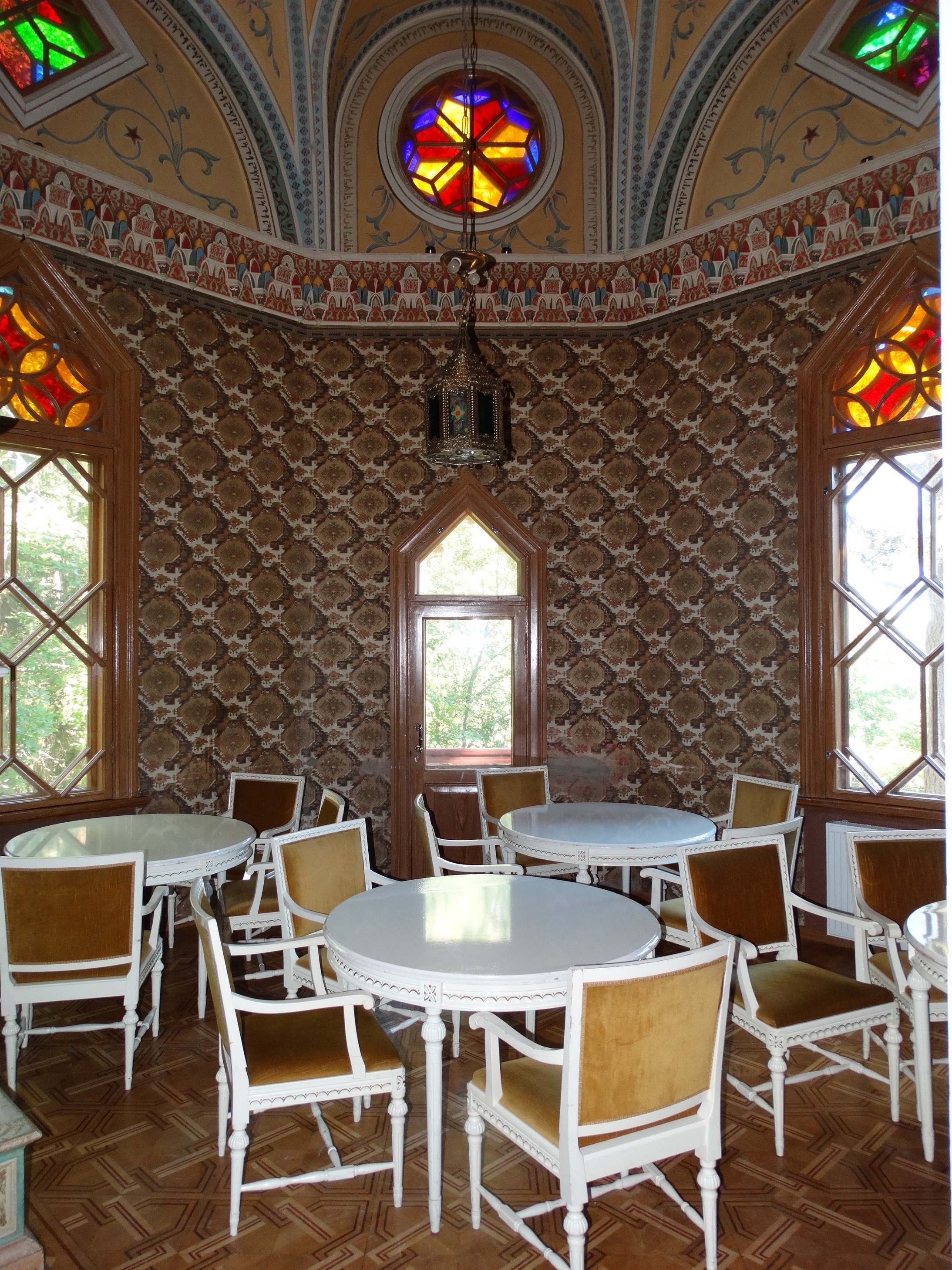
土耳其式的房间
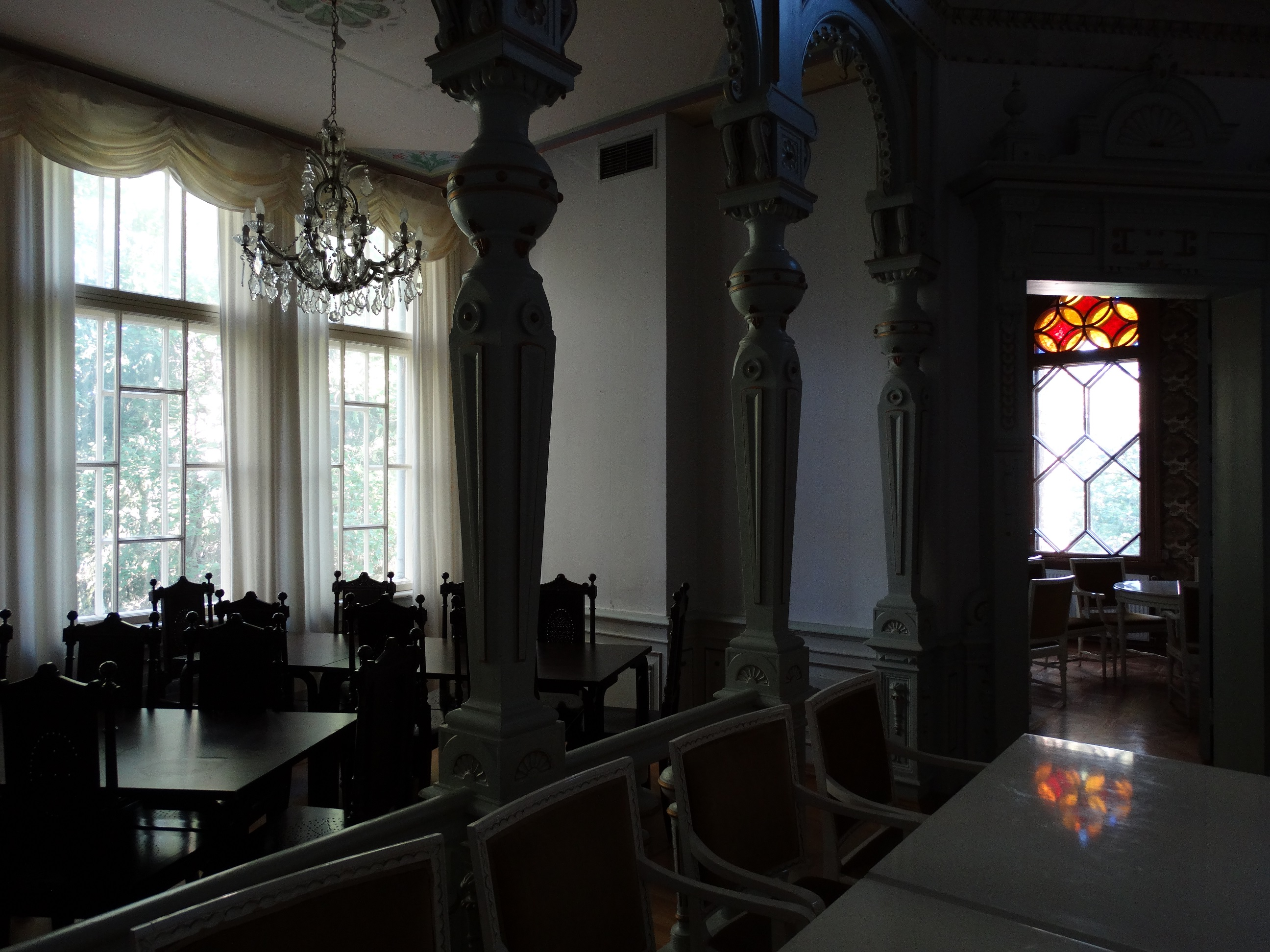
宴会厅
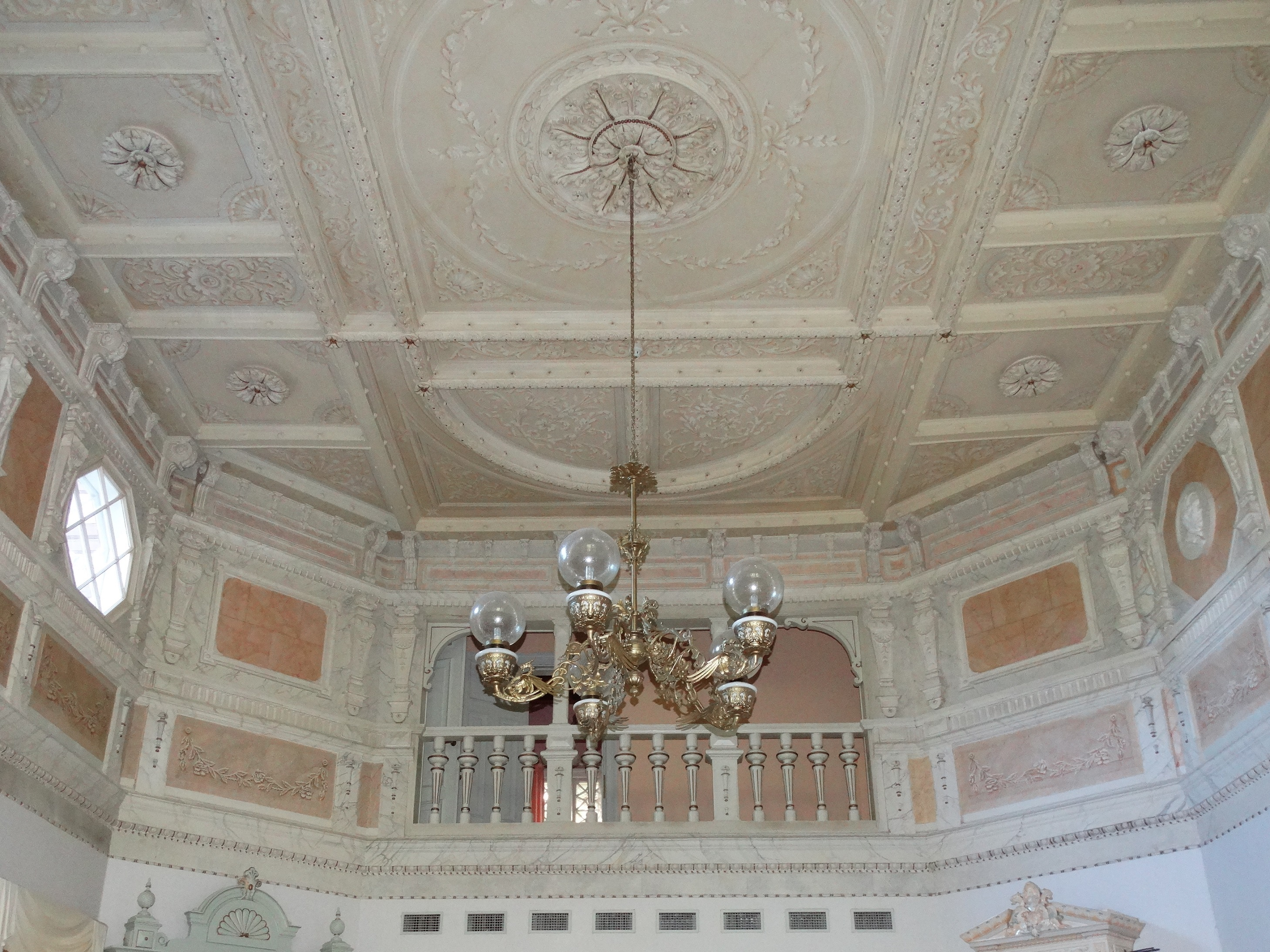
宴会厅
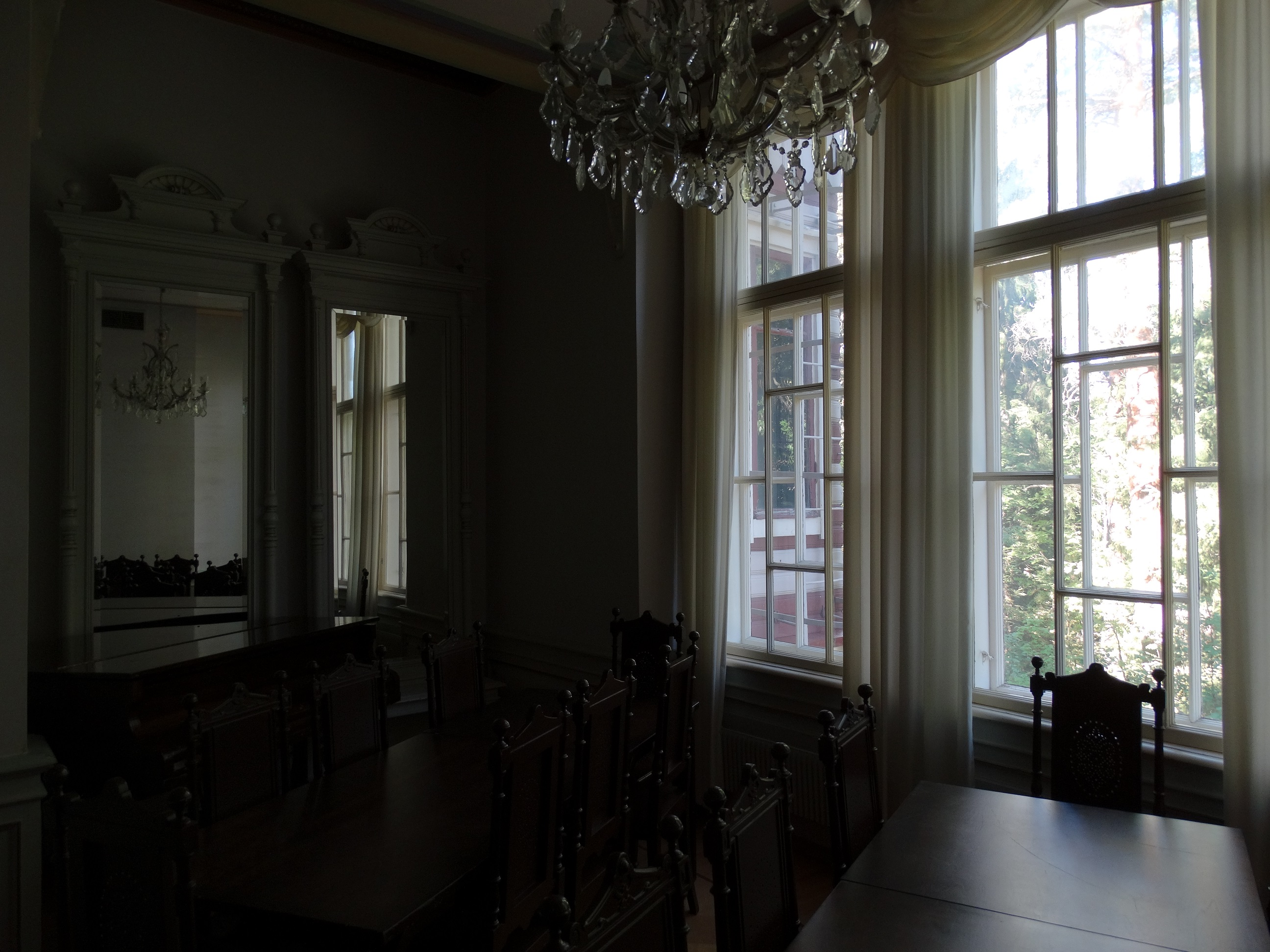
宴会厅
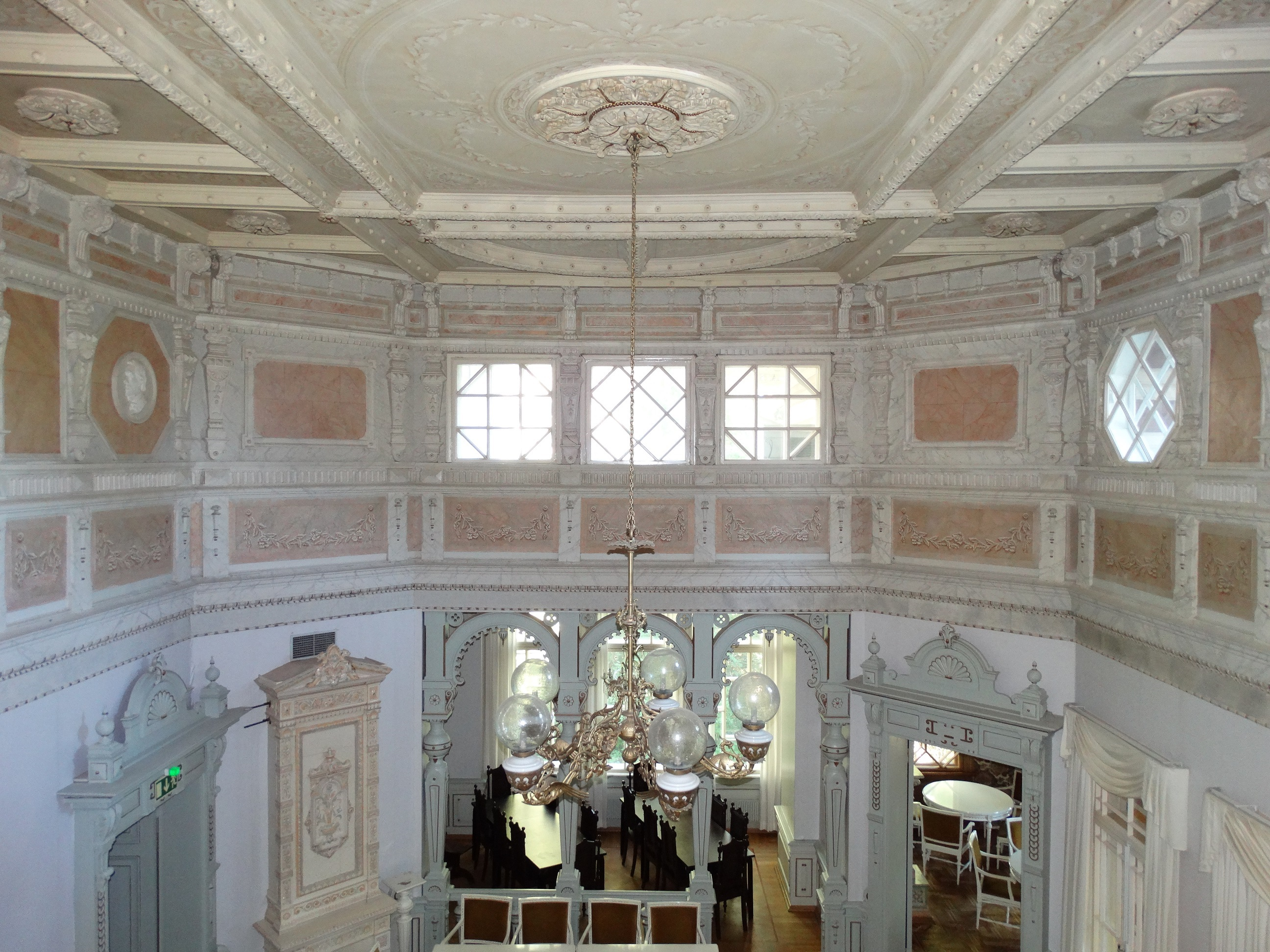
宴会厅